# Tricicle
|  | Per a altres significats, vegeu «Tricicle (desambiguació)». |

Tricicle és una companyia catalana de teatre gestual, on l'humor és la base fonamental de tots els seus espectacles. El seu sentit de l'humor universal i l'absència de text parlat a les seves obres els facilita l'exportació de les seves obres a tota mena de països. La componen tres actors-fundadors: Joan Gràcia, Carles Sans i Paco Mir.

## Orígens
El dia 1 de novembre de 1979 es va crear a Barcelona com a companyia gestual, representant petits esquetxos en carrers i espais alternatius. En aquell moment, els tres components de Tricicle eren alumnes de l'Institut del Teatre de Barcelona en les seccions de Pantomima i Art Dramàtic.
Després de diverses temporades actuant en sales alternatives, el 1982 fan el salt al circuit professional i estrenen a la Sala Villarroel de Barcelona un espectacle format per esquetxos molt diferents que havien estat creats al llarg de la seva etapa als cafès-teatre. L'espectacle el varen titular Manicòmic i va ser un èxit de crítica i públic, de manera que van obtenir un premi al Festival Internacional de Sitges d'aquell any.

## 1983: Reconeixement a tot l'Estat
El 1983 es fixa en ells Chicho Ibáñez Serrador, i els dona l'oportunitat de fer un gag en el programa de televisió més vist a Espanya en aquella època: Un, dos, tres... responda otra vez. Van fer una interpretació de la cançó de Julio Iglesias "Soy un truhan, soy un señor", que els va suposar el reconeixement en l'àmbit estatal, fet que va provocar el seu debut a la Sala Cadarso de Madrid. El 1984 estrenen el seu nou espectacle, Èxit, amb el qual varen aconseguir els seus primers “plens”. Amb ÈXIT és quan Tricicle comença a fer-se un lloc al panorama teatral europeu.

## 1986: La consolidació definitiva
La consolidació definitiva va arribar el 1986 amb Slastic, un seguit d'esquetxos còmics relacionats amb el món de l'esport, amb la que van aconseguir durant diversos anys omplir els teatres on varen actuar arreu d'Europa.
El 1987 estrenen la seva primera sèrie de televisió, a Televisió de Catalunya, Tres estrelles,.

## Anys 90: La maduresa
Després de l'èxit de SLASTIC es van prendre un descans fins al 1992, quan van estrenar el seu quart espectacle: Terrrific, amb esquetxos còmics ambientats en el món del terror. El mateix any van estrenar la seva segona sèrie de televisió (Fiestas populares), i sobretot se'ls recorda per la seva actuació a la cerimònia de clausura dels Jocs Olímpics de Barcelona.
Estaven tan desbordats per l'èxit que van crear Clownic, uns clons de si mateixos, i una segona companyia, que també dirigien ells, encarregada de representar les seves obres per països d'arreu del món.
El 1996 van estrenar Entretres. Es va estrenar al Teatro Principal de Vitòria el 29 de febrer de 1996. Fou estrenada a Madrid el març de 1996 i presentat a Nova York en octubre de 1997 amb el títol de Three for all. És el cinquè muntatge de la companyia, i està basat en l'enregistrament de cinc capítols d'una telesèrie per part de tres personatges sense gran passat ni futur: un escriptor, un actor i un músic, que ofereixen la seva visió particular de petites derrotes, èxits i misèries. Joan es dedica a l'art de carrer mentre la seva obsessió per aprimar posa dels nervis als seus veïns; Paco reparteix pizzes esperant la inspiració per a la seva novel·la negra; i Fede compagina el seu èxit en l'orquestra amb els seus problemes amorosos. Fou editada en DVD per Manga Films i Ovideo, companyia formada per Tricicle. Va rebre el Fotogramas de Plata 1996 al Millor intèrpret de teatre.
Amb Entretres arribarien a complir 20 anys d'existència professional. Per aquest motiu decideixen estrenar una antologia titulada Tricicle 20, obra que va permetre rememorar al seu nombrós públic, la majoria dels esquetxos més ovacionats al llarg de la seva carrera. El 2002 varen continuar amb Sit, situacions còmiques amb la cadira com a fil conductor, amb la qual van aconseguir un gran èxit de públic i crítica sense precedents.
El 3 de novembre de 2004 van celebrar el seu 25è aniversari reunint 15.000 espectadors al Palau Sant Jordi de Barcelona. L'espectacle "25+25" consistia en una recreació del seu espectacle de més èxit, SLASTIC, a la representació hi participaren alguns dels millors esportistes de Catalunya i de la resta de l'Estat: (Ángel Nieto, Miguel Indurain, Àlex Corretja, Sergi Bruguera, Ronaldinho, Hristo Stoítxkov…) i també humoristes com Millán Salcedo, Santiago Segura o Pepe Rubianes.
Després d'aquest espectacle van estrenar Garrick l'any 2007, que versava sobre el món de l'humor i feia referència a David Garrick, un cèlebre comediant anglès del segle xviii a qui, segons diuen, els metges enviaven els seus pacients més deprimits perquè recuperessin les ganes de viure.
El maig de 2012 van estrenar el seu últim espectacle Bits, amb el món d'internet com a fil conductor. El 2016 es van acomiadar definitivament dels escenaris amb l'espectacle Hits. El 2020 van rebre el Premi Nacional de Cultura.
El 4 de desembre de 2022 van interpretar l'ultima actuació al Gran Teatre del Liceu de Barcelona. Joan Gràcia, Paco Mir i Carles Sans han abaixat el teló a quaranta-tres anys de trajectòria
Un cop retirats dels escenaris, la fundació SGAE escollí el Tricicle per rebre el premi Max d'honor 2023 pels 43 anys de trajectòria de la companyia i per "la creació d'un llenguatge escènic i un segell propis".

## Espectacles teatrals
- 1982: Manicomic
- 1984: Exit
- 1986: Slàstic
- 1992: Terrrific
- 1996: Entretres
- 1999: Tricicle 20
- 2002: Sit
- 2008: Garrick
- 2012: Bits
- 2012: Ticket
- 2016: Hits

## Cine

### Llargmetratges
- 1995: Palace

### Curtmetratges
- 1993: Quien mal anda, mal acaba
- 1995: David
- 1996: Mendigos sin fronteras
- 1997: Polvo eres
- 2002: Sit (documental)

## Televisió
- 1987: Tres estrelles
- 1992: Festes populars
- 1994: Xooof!
- 1999: Peixera de BTV
- 2000-2003: Dinamita
- 2005: Trilita
- 2010: Més dinamita

## Espectacles especials
- 1992: Jocs Paralímpics
- 1992: Cerimònia de clausura dels Jocs Olímpics de Barcelona
- 1992: Expo'92 Sevilla
- 1993: Special Olympics
- 2004: Inauguració del Museu Es Baluard de Palma
- 2004: 25 + 25